# Dolichopeza paucispinosa
Dolichopeza paucispinosa är en tvåvingeart som beskrevs av Alexander 1931. Dolichopeza paucispinosa ingår i släktet Dolichopeza och familjen storharkrankar. Inga underarter finns listade i Catalogue of Life.